# 1323
| 1323               |
| ------------------ |
| Dødsfald - Fødsler |
|                    |

| Gregoriansk kalender | 1323 MCCCXXIII          |
| Ab urbe condita      | 2076                    |
| Armensk kalender     | 772 ԹՎ ՉՀԲ              |
| Kinesiske kalender   | 4019 – 4020 壬戌 – 癸亥 |
| Etiopisk kalender    | 1315 – 1316             |
| Jødisk kalender      | 5083 – 5084             |
| Hindukalendere       |                         |
| - Vikram Samvat      | 1378 – 1379             |
| - Shaka Samvat       | 1245 – 1246             |
| - Kali Yuga          | 4424 – 4425             |
| Iransk kalender      | 701 – 702               |
| Islamisk kalender    | 723 – 724               |

Konge i Danmark:  Christoffer 2. 1320-1326

## Begivenheder
- 12. august - Sverige og Republikken Novgorod indgår Nöteborg-traktaten, der afslutter de svensk-novgorodiske krige og afklarer grænserne mellem de to lande